# Pseudorymosia optiva
Pseudorymosia optiva är en tvåvingeart som först beskrevs av Dziedzicki 1910.  Pseudorymosia optiva ingår i släktet Pseudorymosia och familjen svampmyggor. Inga underarter finns listade i Catalogue of Life.